# Черноморск
Черноморск (на украински: Чорноморськ; на руски: Черноморск), бивш Иличовск (до 18.02.2016 г.), е град с областно значение в Одеска област, Украйна.

## География
Градът се намира на 20 км югозападно от центъра на Одеса. Разположен е на брега на Черно море и на малкия Сух лиман. По официална оценка населението на града е 59 817 души към 1 март 2014 година.

## История
Територията на града е заселена още от праисторически времена, открити са следи от медната и бронзовата епоха.
От края на XVIII век, след като Руската империя отвоюва Северното черноморие от Османската империя, край лимана в малки хутори се заселват селяни от вътрешни руски губернии, както и немски колонисти. Тези хутори са известни като Бугово и Бугови Хутори (Буговые Хутора), както и Иличовски хутор.
Във втората половина на 1940-те години край лимана се изгражда корабостроителен завод, като в селището на строителите влиза голяма част от Иличовски хутор. То се разраства още повече с построяването на морско търговско пристанище (1958).
Селището е преобразувано в град (на областно подчинение) Иличовск от 12 април 1973 г. С постановление на Върховната рада на Украйна от 4 февруари 2016 г. е преименуван на Черноморск, в сила от 18 февруари същата година.

## Икономика
Морското пристанище в Черноморск заедно с тези в Одеса и Южне са най-големите по товарооборот 3 пристанища на Украйна. Разположено е в южната крайморска част на Сухия лиман и частично на морския бряг, граничи с града и няколко съседни селища.
През 1978 г. в експлоатация влиза Фериботна линия Варна - Иличовск. Открити са през 1999-2001 г. и други 2 фериботни линии – до Поти (Грузия) и до Дериндже (Турция). Украинското правителство денонсира (2010) споразумението между България, Украйна и Грузия за съвместното използване на фериботните линии.
Има развита промишленост: завод за автомобилни агрегати, корабостроителен завод и по-малки предприятия.

## Култура
В града се издава вестник „Черноморский маяк“. Музеят на изящното изкуство разполага с уникалната лична колекция от порцеланови изделия от XVIII-XIX в., дарена (1977) на града от неговия почетен гражданин А. Белий.
Функционира Български културно-просветен център „Аз Буки Веди“ (с неделно училище) към Конгреса на българите в Украйна, който е разположен на адрес ул. „Първи май“ 9-а (на територията на Черноморско общообразователно училище № 4).

## Побратимени градове
- Нарва, Естония
- Истанбул, Турция
- Марду, Естония
- Баку, Азербайджан (от 2009 г.)
- Тчев, Полша (от 2010 г.)